# Чилъкуин (град, Орегон)
Чилъкуин (на английски: Chiloquin) е град в окръг Кламат, щата Орегон, САЩ. Чилъкуин е с население от 716 жители (2000) и обща площ от 2,1 km². Намира се на 1280,16 m надморска височина. ЗИП кодът му е 97604, 97624, 97639, а телефонният му код е 541.